# Psychologie interculturelle
Pour les articles homonymes, voir Psychologie (homonymie).
La psychologie interculturelle est une discipline scientifique, un sous-champ de la psychologie qui étudie les relations entre la culture et la psychologie des êtres humains, et particulièrement les effets sur le psychisme des interactions culturelles prolongées.

## Approches
Quatre approches existent et permettent de rendre compte des diverses conceptualisations en psychologie interculturelle : la psychologie culturelle comparative ou Cross-cultural psychology, la psychologie culturelle (en), qui postule l'immanence du lien psychisme culture), la psychologie des contacts interculturels , et la Indigenous psychology (en), qui affirment une spécificité culturelle.
La psychologie culturelle comparative répond à trois objectifs : « transporter et tester les hypothèses de la psychologie générale, explorer d'autres cultures afin de découvrir des variations culturelles, et générer une psychologie davantage universelle ».
La psychologie culturelle, moins pratiquée, rejette assez unanimement cette notion d'universalité. Les auteurs de psychologie culturelle (Jahoda, Cole, Bruner, Shwedder) postulent que le psychisme est inséparable des éléments culturels qui sont propres à chaque aire culturelle ou subculturelle. L'un agissant l'autre, selon l'idée que c'est le psychisme qui crée la culture, qui en retour crée le psychisme, etc. 
Les chercheurs en psychologie des contacts culturels axent leurs travaux sur « la relation, la coexistence entre communautés culturelles différentes vivant dans un même espace social », et particulièrement sur les émergences interculturelles qui résultent de la confrontation culturelle vécue Interculturation, Réactions Psychologiques Transitoires, Chocs Culturels, Interculturation Narrative du Soi).  
Les chercheurs en psychologie indigène orientent leurs travaux vers une compréhension spécifique du psychisme dans l'aire culturelle dans laquelle ils évoluent. 
Les chercheurs en psychologie interculturelle, dans les différents travaux qu'ils développent, s'impliquent le plus souvent dans plusieurs de ces courants. Ainsi, l'International Association for Cross-Cultural Psychology (en) tente de réunir les quatre approches susmentionnées.  
Les modèles théoriques et méthodologiques développés en psychologie interculturelle sont également utilisés dans d'autres domaines de la psychologie :
- l’approche de psychologie clinique interculturelle est d'abord axée sur une psychologie clinique enrichie par la prise en compte des effets d'appartenance culturels.
- l’approche psycho-organisationnelle intègre l'effet des différences culturelles au niveau des organisations.
- l’approche psychopédagogique tente d’élucider le rôle majeur de la culture dans l’apprentissage.

## Concepts de psychologie et de culture
La première définition de la culture est proposée par l'anthropologue Edward Tylor en 1878 dans son livre La Civilisation primitive. Il s'agit pour lui de « ce tout complexe qui inclut savoir, croyance, art, morale, lois, coutumes et toutes autres capacités et habitudes acquises par l'Homme en tant que membre d'une société ».[réf. nécessaire]
De nombreuses définitions de la culture ont ensuite été avancées. L'une des plus citées est celle des anthropologues Alfred Louis Kroeber et Clyde Kay Mayben Kluckhohn (1952) : « La culture consiste en des modèles, explicites ou implicites, d'idées et de leur incarnation dans les institutions, les pratiques, les artefacts, dérivés et sélectionnés par l'histoire ; les modèles culturels peuvent, d'une part, être considérés comme les produits de l'action et, d'autre part, comme conditionnant les éléments d'une nouvelle action ». Certains psychologues culturels estiment que cette définition est l'une des plus appropriées pour étudier les liens entre culture et psychologie.
Le psychologue social James House a également défini la culture. Il la présente comme « un ensemble de croyances cognitives et évaluatives – croyances à propos de ce qui est ou devrait être – qui sont partagées par les membres d’un même système social et transmises aux nouveaux membres ».

## Historique

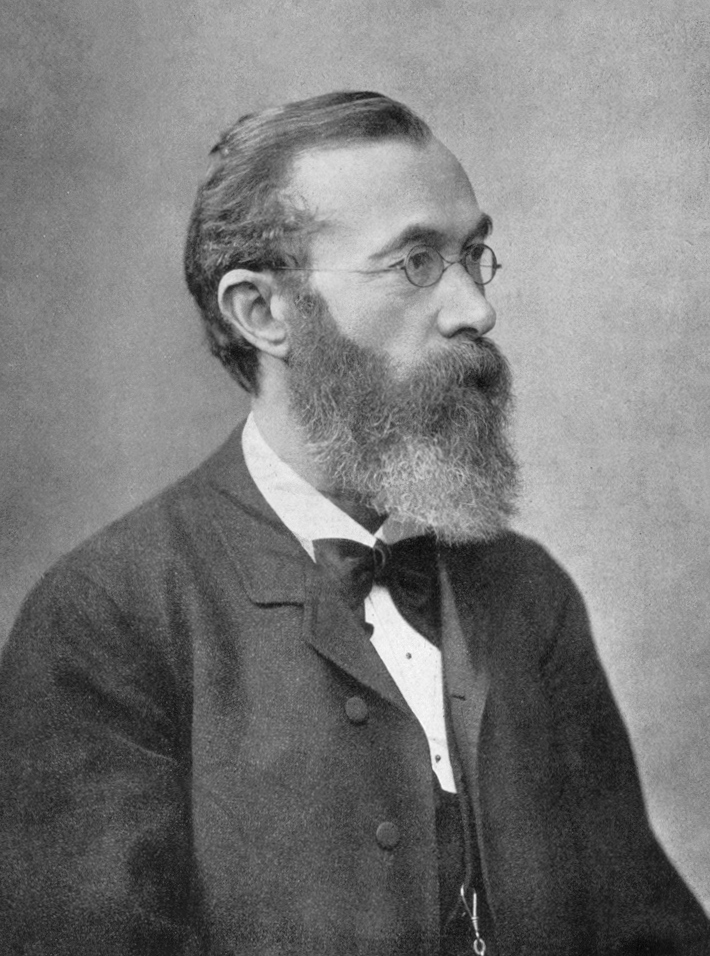
Wilhelm Wundt

Avant d'aborder l’histoire de la psychologie interculturelle, il est utile de retracer l'histoire des liens entre culture et psychologie et donc, pour ce faire, de remonter à la source. De manière générale, on peut dire que la rencontre entre le concept de culture et de psychologie est aussi vieille que l'homme. En effet, avant que les disciplines scientifiques soient aussi spécialisées comme nous les connaissons aujourd’hui, de nombreux auteurs se sont intéressés aux problèmes culturels : philosophes, voyageurs, explorateurs, missionnaires, historiens et mathématiciens ont spéculé à propos de l’influence de la culture sur le comportement de l’être humain.
L’introduction du concept de culture en psychologie suit une histoire particulière. Une manière de décrire cette histoire est de la décomposer géographiquement, et d'intégrer les influences des nombreux penseurs qui l'ont faite grandir de part et d'autre de l'océan atlantique. C’est d'abord principalement en Europe de l’Ouest que s’est développée la psychologie interculturelle.
La Völkerpsychologie (littéralement : psychologie des peuples) nait en Allemagne, sous l’influence de Wilhelm Wundt, Heymann Steinthal et  Moritz Lazarus. Le second tome des Cours sur l’âme humaine animale (1863) de Wundt est une référence importante pour la psychologie des peuples et marque son début historique, même si Lazarus et Steinthal avaient déjà évoqué l’idée de créer une discipline distincte à ce propos. Wundt y aborde notamment la distinction entre le collectivisme et l’individualisme.
Wilhelm Wundt donne son premier cours sur le sujet en 1875. Ce n’est néanmoins qu’en 1900 que paraitra le premier livre (sur dix – dont le dernier sera publié en 1920) traitant précisément de la psychologie des peuples comme discipline au carrefour de la psychophysiologie et de la philologie.
Wundt a pour projet de fonder à l’Université de Leipzig un institut scindé en deux, une partie étant réservée à la psychologie expérimentale, et l’autre à la psychologie des peuples. Son projet sera avorté à cause de la première guerre mondiale. Wundt publie d’ailleurs des propos très nationalistes sur cette guerre pour expliquer la défaite allemande en avançant l’idée d’une «« spécificité intellectuelle des Germains » : « Ce trait fondamental de l'esprit germanique tient au fait que dans la conscience des Allemands, l'individu se sent membre d'une communauté du peuple, à laquelle il subordonne ses aspirations et sa vie même. De la sorte le monde divin est pour lui une unité du monde suprasensible se manifestant sous des formes diverses de même que la communauté morale et ethnique est une unité du monde sensible ».
Paradoxalement pourtant, la Völkerpsychologie de Wundt ne s’apparente pas à une psychologie du caractère national puisque cette dernière relèverait plutôt de la psychologie ethnique. La Völkerpsychologie a pour ambition de parvenir à une « définition des lois générales du développement mental de l’humanité à l’échelle historique ». Pour Wundt, envisager une histoire universelle du psychisme semble évident. Cette histoire universelle, envisagée du point de vue de la psychologie, serait rythmée par quatre phases : l’homme primitif, le totémisme, les héros et les dieux et, enfin, l’humanité.
L'enseignement de Wundt traverse ensuite la frontière : plusieurs Français, curieux et attirés par la renommée de l'université de Leipzig, font en effet le voyage. Ainsi Émile Durkheim passe un semestre à Leipzig en 1886. Les intellectuels français rapportent donc dans leurs valises des préceptes de la Völkerpsychologie de Wundt.
À Paris, en 1871, Émile Boutmy crée l’École libre des sciences politiques. Cette discipline doit, selon lui, être abordée par une approche psychologique des cultures nationales. Le milieu physique serait le facteur clé et « les particularités de tous les comportements d’un peuple sont explicables par la nature de ce caractère national ».
Toujours en France, un ouvrage d’une influence considérable est publié en 1895. La psychologie des peuples, signé par Gustave Le Bon, éponyme d’un courant du même nom, en renferme les prémisses. Pour Le Bon, « nos actes conscients dérivent d’un substratum inconscient formé surtout d’influences héréditaires. Ce substratum renferme les innombrables résidus ancestraux qui constituent l’âme de la race ».
La psychologie des peuples européenne restera tout d'abord attachée à l'étude du caractère national, tandis que la Völkerpsychologie de Lazarus, Steinhal et Wundt s'exporte en Amérique où elle connaît un développement fulgurant, puisqu'elle sert de base aux courants de la psychologie interculturelle comparative et de la psychologie culturelle. La psychologie des contacts interculturels nait quant à elle des interrogations et observations des chercheurs face aux phénomènes migratoires.[réf. nécessaire]

## Trois approches psychosociologiques
Trois approches coexistent depuis de nombreuses années, bien que les frontières entre elles soient perméables. Cependant, on pourrait dire que ce sont « des psychologies interculturelles » car les points de vue sur une même thématique peuvent être assez différents. De manière générale, l'approche interculturelle comparative tend à comparer les liens entre la culture et le comportement au sein de sociétés différentes, tandis que l'approche culturelle tend à n'examiner ce lien qu'au sein d'une seule culture. Enfin, l'approche des contacts interculturels s'intéresse aux liens entre la culture et le comportement lorsque des groupes entrent en contact les uns avec les autres.
Différentes thématiques telles que les valeurs, les attitudes, ainsi que la perception permettent de différencier les groupes culturels et sont envisagées dans chacune des approches.
Avant de décrire les trois approches, quatre concepts, abordés dans la littérature, sont importants à définir : les notions d’ « étic » et « émic » ainsi que les notions d’ « universalisme » et de « relativisme ». En psychologie, « l’approche étic(en) applique les théories et les procédures standards, et généralement quantitatives de la psychologie dans le but de faire des comparaisons entre groupes culturels, tandis que l’approche émic rejette l’exportation telle quelle de concepts ou de procédures de la psychologie scientifique dans d’autres contextes que ceux de leur élaboration ». La psychologie interculturelle comparative s'inscrit généralement dans la première approche : le chercheur compare deux groupes culturels sur des dimensions psychologiques en adoptant une position externe aux groupes. Il tente ainsi de mettre en évidence les différences mais surtout les invariants culturels (universalisme). Il a parfois été reproché à ces approches d'être sujettes à un biais ethnocentrique. Dans l’approche émic, qui se rapporte le plus souvent au domaine de la psychologie culturelle, le chercheur est inclus dans le groupe qu’il étudie, il participe au groupe. Il développe donc les connaissances sur le groupe, sa culture et ses mœurs, sans tenter de les transposer à un autre contexte culturel (relativisme).

### Psychologie interculturelle comparative
La psychologie interculturelle comparative est aussi appelée en anglais Cross-cultural psychology. Elle est définie comme « l’étude des similarités et des différences dans le fonctionnement psychologique des individus de groupes culturels et ethnoculturels variés, et des relations entre les variables psychologiques, socioculturelles, écologiques et biologiques ».

#### Naissance de la psychologie interculturelle comparative
Cette discipline est née de la rencontre entre des psychologues et des scientifiques de domaines sociaux différents cherchant à développer des recherches multidisciplinaires : en janvier 1967 par exemple, Kelman et Tajfel organisent une conférence à Ibadan, au Nigeria .
À l’origine, la psychologie interculturelle s’intéressait à l’universalité des processus psychologiques. Dans cet esprit, les chercheurs souhaitaient valider des modèles scientifiques psychologiques à caractère universaliste.
Segall et ses collègues (1999) citent en exemple la réflexion de l’anthropologue et ethnologue Bronislaw Malinowski (1932) à propos du caractère universel du complexe d’Œdipe. Cet exemple, tiré d'un recueil de rêves chez les jeunes papous, permet de mettre en lumière la notion de « démêlage » de la discipline ; lorsque plusieurs facteurs sont présents dans une situation culturelle donnée, il devrait être possible de les démêler lorsque l’on envisage des situations culturelles différentes dans lesquelles les facteurs ne s’agencent pas de la même façon.
L'exemple est celui de deux rêves faits par deux jeunes garçons, le récit de l'un ayant été recueilli par Freud, et le récit de l'autre ayant été recueilli par Malinowski. Dans le premier cas, le rêve met en scène la mort du père du jeune garçon. Selon Freud, ce type de rêve indique un désir inconscient. Et ce désir du meurtre du père renvoie au complexe d'Œdipe. Freud travaillait dans le contexte d'une société patriarcale, où le père est à la fois l'amant et la figure d'autorité. Dans le second cas, le rêve est similaire, excepté l'identité du mort, qui n'est plus le père, mais l'oncle. Or Malinovski travaillait dans le cadre d'une société matrilinéaire, où l'oncle représente aussi une figure d'autorité, mais pas celle de l'amant. Le désir de meurtre ne se dirige donc pas dans ce cas vers le rival, ce qui, selon Malinovski, remet en question l'universalité du complexe d’Œdipe. Plus généralement, cet exemple démontre que les études interculturelles permettent un questionnement sur l'universalité des théories psychologiques.
Actuellement, la psychologie interculturelle comparative se situe plutôt entre les approches relativistes et universalistes car elle a tendance à prendre en compte simultanément les deux points de vue,.
Un des modèles les plus cités dans la littérature est le modèle éco-culturel de Berry et de ses collègues. Il « met en relation des caractéristiques psychologiques avec des facteurs d’arrière-plan tels que le contexte écologique et sociopolitique – à travers un ensemble de processus situé au niveau du groupe et au niveau de l’individu ». Le contexte écologique renvoie à l'environnement physique tel que le climat, la disponibilité de l'eau et les variations de température. Le contexte socio-politique concerne l'organisation du pouvoir, les relations hiérarchiques entre le groupe et un autre, les richesses du pays ainsi que les politiques d'immigration. Ce modèle prend également en compte les différents modes de transmission, qu'ils soient culturels ou génétiques, ainsi que les variables psychologiques des individus afin d'expliquer les comportements variés des individus.

#### Méthode en psychologie interculturelle comparative
Actuellement, les recherches en psychologie interculturelle comparative s'inspirent souvent des récits des ethnologues et des anthropologues. La particularité de ces récits est qu’ils décrivent en profondeur les peuples, ainsi que leurs us et coutumes. En effet, les chercheurs restent sur leurs terrains d'étude durant une assez longue période (de quelques mois à quelques années) et manient donc assez bien la langue du groupe. Ils sont ainsi capables de mieux comprendre les enjeux culturels, les institutions, les dynamiques et les changements au sein du groupe et de sa culture.
La Human Relations Area Files (HRAF) (en), est une organisation internationale fondée en 1937 à l’Université de Yale. Elle se donne pour mission la collection et la classification de toutes les connaissances sur les cultures et les sociétés qui existent dans le monde. Elle reste, cependant, une base d’analyse très controversée dans le milieu mais elle a comme avantage le regroupement d'informations sur plus de 350 sociétés (Retschitzky, Bossel-Lagos et Dasen, 1989). Deux types de classification sont faites dans son système d'archivage et permettent un usage facilité de l’outil: la première en fonction de la localisation du groupe culturel, et la seconde en fonction d'aspects plus spécifiques. Cette base de données est donc importante et très utilisée dans le champ de la psychologie interculturelle comparative même si une certaine prudence est requise.
Les méthodes utilisées sont celles de la psychologie et tiennent compte du contexte dans lequel les cultures évoluent, leurs milieux écologiques, les facteurs socio-culturels mais également des variables psychologiques qui découlent de ces facteurs telles que les valeurs et les attitudes. La méthode d’analyse est complexe, et ce pour différentes raisons. En tout premier lieu, car elle est décrite comme une approche « éthique », c’est-à-dire qu’elle étudie la vie d’un groupe à partir d’une position extérieure à celui-ci. Le problème de ce type d’approche est qu'il court le risque d’imposer des conceptions théoriques à des entités qui ne font pas partie du même cadre culturel, et par conséquent de ne pas rendre compte des faits étudiés. C’est ce que l’on peut aussi appeler le biais ethnocentrique. Une autre difficulté est de parvenir à maintenir l'équilibre entre la compréhension des faits culturels locaux et la généralisation de ceux-ci.
Enfin, une question qui se pose lors de l’étude des groupes est la délimitation même du groupe, de ses frontières, de ses limites et des personnes qui en font partie. Raoul Naroll propose en 1965 la notion de « cultunit » pour rendre compte d’un groupe de personnes qui parlent un même langage et qui appartiennent soit à un état, soit à un groupe particulier. Cependant, les cultures ne sont pas figées et la multiplication des contacts interculturels provoque des transferts et des échanges, rendant donc la délimitation des groupes plus difficile.

### Psychologie culturelle
Comme dans les autres approches, les chercheurs tentent d’étudier le rôle de la culture sur le comportement et la psychologie d'un individu. La psychologie culturelle est née sous l'impulsion de chercheurs qui remettaient en cause les méthodes de recherche artificielles de la psychologie interculturelle comparative. En effet, selon Kurt Lewin et Egon Brunswik par exemple, les recherches en psychologie interculturelle comparative n'étaient pas assez « naturelles ». Ils étaient partisans d'une recherche en psychologie qui soit plus écologique, plus axée sur les relations entre les humains et leurs environnements multiples (physique et social).
En plus de se vouloir naturelle, la psychologie culturelle tend à être:
- Qualitative : les mesures de réponses comportementales sont plus rares qu'en psychologie interculturelle comparative, les chercheurs axant plus leurs recherches sur une compréhension détaillée de la pensée des participants (envers d'autres personnes, comportements, ou contextes quotidiens par exemple),
- Non-comparative : le sens et les valeurs des personnes composant un groupe culturel est étudié en profondeur, de l'intérieur plutôt que d'être comparé entre différentes cultures
- Chargée en valeurs : les croyances des chercheurs et des participants font intégralement partie des données collectées, plutôt que d'en être exclues. Cela reflète l'affiliation de cette approche au courant du constructivisme social.

La psychologie culturelle est considérée comme une approche relativiste, en opposition à l’universalisme de la psychologie comparative. De nombreuses critiques tendent cependant à l'assimiler de plus en plus à sa discipline rivale, de laquelle elle s'est inspirée pour se construire, en réponse aux critiques qui lui était adressées.

### Psychologie des contacts culturels
La multiplication croissante des contacts entre les cultures, due notamment aux migrations humaines, ou à la colonisation, a favorisé la création de cette nouvelle discipline qui se détache de la psychologie interculturelle comparative et de la psychologie culturelle vue précédemment. Elle est aussi parfois appelée « psychologie (inter)culturelle interactionniste ». Elle s’intéresse plus particulièrement aux processus d’adaptation qui se situent à des niveaux psychiques, relationnels, groupaux ou institutionnels et qui tendent à se développer lors des contacts entre des groupes culturels différents.
L’apport d’une telle discipline est qu'elle rend compte des différents processus qui ne sont pas décrits dans les autres approches, par exemple les stratégies d'acculturation, les stratégies identitaires, ou la communication interculturelle.

#### Stratégies d'acculturation
L’acculturation est définie par Redfield, Linton et Herskovits comme « l’ensemble des phénomènes qui résultent d’un contact direct continu entre les groupes d’individus de cultures différentes avec des changements subséquent dans les cultures originales des deux groupes impliqués »,. Lorsque des personnes sont amenées à côtoyer une autre culture, différentes stratégies de réponses sont possibles de leur part. Berry détermine quatre stratégies d’acculturation psychologique chez l’individu qui côtoie une nouvelle culture à partir d’un tableau croisé de deux questions: Y a-t-il un maintien de la culture et de l’identité d’origine? Et y a-t-il une adoption de la culture d'accueil ?
|                                  |     | Maintien de la culture d'origine |                 |
| OUI                              | NON |                                  |                 |
| Adoption de la culture d'accueil | OUI | Intégration                      | Assimilation    |
| Adoption de la culture d'accueil | NON | Séparation                       | Marginalisation |

- Intégration : Elle est le fruit de deux réponses positives aux questions. Le groupe minoritaire conserve la culture qui lui est propre mais s’approprie également les valeurs de la culture d’accueil. Pour ce faire un compromis est nécessaire, une adaptation des institutions de la société d’accueil ainsi que l’adoption des valeurs basiques de celle-ci par le groupe qui « s'intègre ».
- Assimilation : Elle rend compte d’un abandon des valeurs de l’ancienne culture et de l’adoption totale de la culture du nouveau pays. Ce n’est possible que si la culture d’origine n’est pas valorisée par le groupe minoritaire.
- Séparation : Elle est le refus total de contact avec la culture d’accueil par le groupe minoritaire qui peut tendre vers un certain communautarisme.
- Marginalisation : Elle est la conclusion d’une réponse négative aux deux questions. Il y a un abandon de la culture d’origine mais également le refus d’adopter celle de la société d’accueil.

Lors de la définition de ces stratégies, Berry met en avant l’importance de la prise en compte des contextes des migrations et des contacts intergroupes. Ils peuvent donner quelques indications sur les raisons de l’adoption de l’une ou l’autre stratégie. Différents facteurs peuvent moduler le vécu du processus d’acculturation ; l’âge, le genre, l’éducation, le statut, le projet migratoire, la distance culturelle, la personnalité, le soutien social, l’existence de préjugés ou de discrimination, etc.
Un autre modèle d’acculturation a été proposé en 1997 par Bourhis, Moise, Perreault et Sénécal. Il conceptualise le phénomène d’acculturation en prenant en compte trois aspects ; les orientations d’acculturation des immigrés, celles des membres du groupe d’accueil et les politiques d’immigration et d’intégration du pays d’accueil. Plus que les facteurs en eux-mêmes, c'est l'interaction qui semble essentielle.

#### Stratégies identitaires
Carmel Camilleri tente de définir des stratégies comme étant le mode de réponse au conflit provoqué par la confrontation à une société différente, ayant des valeurs, des modes de vie différents. L’individu tente, par le biais de stratégies identitaires, de restaurer un équilibre, un accord entre ses valeurs et son nouvel environnement. Ces stratégies découlent de la théorie de l'identité sociale écrite dans les années 1970 par Henri Tajfel et John Turner.
Les stratégies identitaires qui sont mises en avant dans le modèle complexe de Camilleri sont :
Les stratégies pour rétablir le sentiment de valeur du soi
- Les identités négatives : l'intériorisation du jugement négatif, l'évacuation de cette identité négative en s'assimilant ou en rejetant ce regard sur un autre groupe, évitement de cette identité et prise de distance face au discours.
- Les identités réactionnelles : se protéger des autres, réaffirmer des caractéristiques stigmatisées, revendication à l'appartenance au groupe d'origine alors qu'il y a un rejet intérieur des valeurs de celui-ci.

Les stratégies pour rétablir une unité de sens et les stratégies de modération du conflit. Le système qu'il met en place est bien plus complexe que les notions abordées ici, elle souligne l'agencement de ces différents éléments
- Résolution de la contradiction par la suppression de l’un de ses termes : soit en s'assimilant complètement, soit en se distanciant de la culture d'accueil, soit prenant les valeurs de l'un ou l'autre en fonction de la situation.
- Prendre en compte les différents éléments contradictoires : bricolages identitaires ou logique rationnelle (réappropriation, réagencement).
- Mettre en place des stratégies de modération des conflits lorsqu'ils ne sont pas évitables.

Les auteurs différencient généralement, les stratégies individuelles et les stratégies collectives. Les premières concernent la mobilité sociale qui est la capacité à quitter son groupe d’appartenance pour rejoindre un groupe plus prestigieux. La comparaison intra-groupe fait également partie des stratégies identitaires, c’est la capacité à se comparer à d’autres membres de son groupe d’appartenance moins bien loti. Les secondes se concentrent sur les stratégies qu’un groupe de personnes peut mettre en œuvre pour minimiser les différences intergroupes. La créativité sociale (par exemple: « black is beautiful ») permet de distinguer son groupe de manière positive à partir d’une comparaison avec un autre. Une autre façon de se distinguer est d’entrer en compétition avec l’autre groupe, c’est ce qu’on appelle la compétition sociale. Un groupe (généralement le groupe opprimé) tente alors de renverser le système de pouvoir en place, par le biais d’affrontement, de manifestations ou de mouvements politiques.
Ces stratégies identitaires sont dépendantes de différents facteurs qui influencent leur mise en place. Le premier facteur est la perception de la stabilité de la structure sociale. Une structure sociale vue comme stable n’encouragera pas les personnes d’un groupe à vouloir la changer étant donné que les possibilités d’un tel changement ne sont pas perceptibles. Le second facteur est la légitimité de la structure sociale. De manière similaire, si la structure en place est considérée comme légitime, les personnes seront peu intéressées pour la changer. Le troisième facteur est la perméabilité des frontières intergroupes. Lorsque les frontières sont vues comme perméables, les individus peuvent se hisser dans d’autres groupes, sans remettre en question la place de leur endogroupe dans le système. Cependant, lorsque l’un de ces trois facteurs est vu comme négatif par le groupe opprimé, un changement peut être amorcé soit par l’individu, soit par le groupe.

## Thèmes transversaux
Les thèmes transversaux sont les thèmes généraux qui sont repris dans les trois approches. Cette partie ne se veut, cependant, pas exhaustive et ne cite que quelques exemples de la littérature.

### Dynamiques identitaires et Interculturation
Il existe de nombreux modèles d'étude des effets de la pluriculturalité sur le psychisme (choc culturel, interculturation narrative du soi, stratégies identitaires, stress growth adaptation theory). Toutes s'intéressent aux émergences psychiques hybrides, métissées qui résultent des contacts culturels. Ainsi l'interculturation désigne le processus par lequel, les sujets, les groupes, les organisations sont mobilisés par les écarts culturels, et lentement, silencieusement s'hybrident et se transforment. 

### Modes de transmission culturelle
Il existe trois types de transmission culturelle : verticale, horizontale, diagonale. La première est ce qu’on peut appeler l’apprentissage au sens classique du terme, c’est-à-dire avec un enseignement. Le second type est une transmission par les pairs et la troisième par des personnes de la même génération parentale mais n’étant pas les parents directs. Ces trois formes de transmission découlent de deux processus, à savoir l’enculturation décrit par Herskovits en 1948 qui est un processus implicite d’apprentissage de la culture et des normes imposées dans le groupe et la socialisation qui est également un processus d’apprentissage mais qui est plus explicite. « Le rôle de ces processus est très important dans le contexte culturel et écologique » car c’est le socle central sur lequel les autres connaissances viennent s’agencer. Les différences de comportement peuvent donc être vues comme découlant de l’enculturation et de la socialisation.

### Émotions
Les six émotions de base semblent être reconnues par tous les types de groupes. Cependant, l’expression des émotions reste tout de même fort influencée par les normes de la société étudiée.

### Normes
Les normes sont un ensemble de règles implicites fixé par la société et mettant en avant les comportements désirables chez l’individu. L’étude des normes d’une société peut être utile pour comprendre des comportements qui ne seraient pas habituels dans d’autres cultures. Même si des auteurs ont affirmé que les cultures avaient des normes très différentes sur certaines dimensions, elles ne le sont pas forcément sur d’autres. Par exemple, lors d’un enterrement, dans presque tous les groupes culturels, le rire est proscrit.

### Valeurs
Les valeurs sont vitales aux sociétés et aux individus. Elles sont chères aux psychologues interculturels car elles sont stables et indépendantes des situations, et permettent de décrire des orientations de valeurs différentes dans les cultures. Nombreux sont les auteurs qui se sont penchés sur le sujet : connaître les valeurs des individus devrait en effet pouvoir permettre de prédire leurs comportements.
Geert Hofstede est un auteur de référence dans l’étude des valeurs. Il distingue quatre dimensions permettant de classer les cultures : la distance hiérarchique, le degré d’individualisme - collectivisme, le degré de masculinité - féminité et le contrôle de l’incertitude. Une cinquième dimension a été ajoutée par la suite par l’auteur, opposant une orientation « à long terme » dans la vie, à une orientation à court terme.
- La distance hiérarchique est « une mesure du degré d'acceptation par ceux qui ont le moins de pouvoir dans les institutions et les organisations d'un pays, d'une répartition inégale de pouvoir ».
- Le degré d'individualisme-collectivisme permet de rendre compte du degré de liberté des individus face au groupe. Le degré d'individualisme serait inversement proportionnel à la distance hiérarchique.
- Le degré de masculinité-féminité permet de mettre en avant les valeurs correspondant aux rôles sociaux assignés aux hommes et aux femmes.
- Le contrôle de l'incertitude est défini par l'auteur comme « le niveau de tolérance envers l'incertitude et l’ambiguïté dans une société ».

Ces dimensions permettent de rendre compte des différences entre les pays. Cependant, la dimension la plus prédominante semble être le type de société d’appartenance, c’est-à-dire l’individualisme ou le collectivisme.
Inspiré par les travaux de Rokeach, Schwartz a proposé 56 valeurs regroupées en dix classes et s’organisant selon un modèle circulaire existant dans tous les pays. Les dix classes sont : Universalisme, Bienveillance, Tradition, Conformité, Sécurité, Pouvoir, Accomplissement, Hédonisme, Stimulation et Autonomie. Les quatre dimensions circulaires permettent de créer des profils et sont la conservation, l’affirmation de soi, le changement et le dépassement de soi.

### Langage
En anthropologie cognitive, une clé pour comprendre la cognition est la reconnaissance de l’importance donnée au langage en tant que phénomène culturel à part entière. Il permet de rendre compte de la spécificité de la culture du groupe, ainsi que des catégories et représentations sociales du groupe. Par exemple, un groupe peut avoir développé plus de mots pour définir les liens familiaux qui existent entre ses membres, tandis qu’un autre groupe en aura un nombre plus réduit.

### Perception
La perception semble jouer un rôle aussi important pour comprendre les différences interculturelles. On peut distinguer trois phases dans la perception : la sélection de l'information, l’interprétation de celle-ci et la mémorisation.
Les auteurs Nisbett et Masuda ont montré par exemple que les Américains sont plus susceptibles de repérer les objets saillants de leur environnement tandis que les Japonais indiquent plus souvent le contexte pour décrire une situation visuelle. Les auteurs fournissent une explication de cette différence à partir de l’environnement perceptif dans lequel baignent les groupes culturels et qui détermine en grande partie leur cadre de référence. Des études ont également été réalisées sur d’autres thématiques et avec des groupes différents ; étude sur les illusions visuelles et étude sur la pensée holistique en sont des exemples.

### Représentations sociales
Les représentations sociales sont des systèmes d’interprétation régissant notre relation au monde et aux autres. Elles organisent les conduites et les communications sociales. Jodelet les décrit comme des « phénomènes cognitifs engageant l’appartenance sociale des individus par l’intériorisation de pratiques et d’expériences, de modèles de conduites et de pensée ».

### Différenciation du genre
Le genre renvoie aux rôles sociaux adoptés habituellement par les femmes et les hommes. Dès la plus tendre enfance, le groupe culturel transmet des valeurs, des comportements et des rôles sociaux bien déterminés. Par exemple, une répartition des tâches quotidiennes est souvent faite entre les hommes et les femmes. L’exemple le plus souvent cité est celui des femmes qui font les repas, tandis que les hommes partent à la chasse. Cependant, certains auteurs ont remarqué que lorsque la société est dite de « chasseurs-cueilleurs », la répartition des tâches est différente, les femmes assumant une part plus importante du travail habituellement donné à l’homme.

## Applications diverses

### Psychologie clinique interculturelle
Le terme « clinique » vient d'un mot grec « Kline » signifiant « lit ». L’image la plus souvent associée à cette discipline est l’image du psychologue au chevet du lit du malade. Cependant, le domaine de la psychologie clinique reste un champ vaste et varié, et tend à prendre en compte la réalité propre à l’individu.
La psychologie clinique interculturelle découle de la psychologie clinique au sens habituel du terme et s’est développée notamment grâce à Freud. Dans Totem et Tabou, écrit en 1912 ou 1913. Freud y met en exergue « les liens qui unissent le développement psychique individuel, l’histoire de la culture, la psychologie individuelle et celle du groupe ». Cependant, les écrits de Freud ainsi que d’autres auteurs ne sont pas les premiers à prendre en compte la dimension culturelle dans leurs écrits. Des histoires décrivant les coutumes et les mœurs de peuples de tous horizons ont déjà été relayées dans les écrits des colons. De plus, le rôle des ethnologues a également été important dans le domaine descriptif et a permis de brosser le tableau de la vie de beaucoup de civilisations inconnues jusque-là.
L'ethnopsychiatrie, décrite en 1956 par Georges Devereux, s'apparente à la psychologie clinique interculturelle. « Ethno » signifie dans la langue grecque ancienne le « peuple ». L’ethnopsychiatrie peut ainsi se définir comme une « science autonome qui s’efforce de confronter et de coordonner le concept de « culture » avec le couple conceptuel de « normalité-anormalité ». L’ethnopsychiatrie s’attache à deux objectifs. Le premier est un objectif de compréhension du poids des facteurs culturels dans l’étiologie et la symptomatologie des troubles de la personnalité. Les nombreux troubles somatiques du patient sont donc à mettre en relation avec l’importance que sa culture accorde au corps dans l’expression des émotions. Le second objectif est l'adaptation de la prise en charge psychologique grâce aux « techniques de thérapies adaptées au traitement des troubles de personnalité ethnique ».
La particularité de l’ethnopsychiatrie est qu’elle est dérivée de la psychiatrie, qui est une spécialité du domaine médical. La psychologie clinique interculturelle n'est quant à elle pas une discipline issue, stricto sensu, de la médecine.
La critique principale énoncée à l'encontre de ces deux disciplines est la méthode utilisée. En effet, les différents tests psychologiques utilisés comportent un biais ethnocentrique plus ou moins important, et ne permettent pas toujours de rendre compte de la réalité de l’individu. Ils véhiculent en effet les idéologies occidentales sur les concepts d’intelligence et de compréhension du monde. Ces concepts sont fortement influencés par les apprentissages scolaires et par les modèles sociaux-éducatifs.

### Psychologie organisationnelle
De nombreux auteurs soulignent l’apport positif des équipes multiculturelles au sein des entreprises. Ils mettent néanmoins également en évidence les difficultés que cela peut engendrer, au niveau de la communication et des malentendus qui peuvent en découler. Les auteurs interrogent le rôle du management dans la gestion de ces différences, et utilisent la notion de « management interculturel ». Par ailleurs, la globalisation pousse les entreprises à uniformiser leurs modes de gestion humaine et les auteurs montrent que ces modes ne sont pas forcément adaptés aux spécificités des différentes cultures qui composent une équipe ou une entreprise. Les notions abordées dans les différentes approches psychosociologiques permettront de développer de nouvelles perspectives dans ce domaine-ci,.

### Psychopédagogie
« Pédagogie » vient du mot grec « παιδαγωγία » (direction ou éducation des enfants) qui signifie « l'art d'éduquer ». Le terme rassemble les méthodes et pratiques d'enseignement et d'éducation ainsi que toutes les qualités requises pour transmettre une connaissance, un savoir ou un savoir-faire. Faire preuve de pédagogie signifie donc parvenir à enseigner un savoir ou une expérience en utilisant des méthodes adaptées à un individu ou un groupe d'individus. Cependant, la question de la multiculturalité dans le milieu scolaire tend à se poser de plus en plus, et ce notamment lors de la formation des enseignants. En effet, ceux qui sont confrontés à des classes hétérogènes ne disposent pas toujours d'outils adaptés pour faire face à la situation. Ce désarroi est d’autant plus grand que, bien souvent, l’enseignant n’a pas été préparé à cette rencontre dans sa formation originale qui tend plus à se fonder sur l’égalité des individus et le refus des particularismes culturels. Le système éducatif scolaire est par ailleurs un système comportant un ensemble de valeurs, de normes et une « culture scolaire » spécifique dépendant du contexte économique, politique, social et géographique. Ces normes ne sont pas toujours explicitées. Par exemple, selon Vasquez-Bronfman et Martinez, les enseignants en France et en Espagne se réfèrent souvent à la notion de temps, « à faire vite un exercice ». Il n’est donc pas toujours évident pour un enfant de comprendre le système et les règles implicites en vigueur, s'il n'épouse pas son habitus de référence.
La psychologie interculturelle, qu’elle soit culturelle, interculturelle ou interactionnelle peut donner des indications sur la manière de comprendre les phénomènes observés. Les processus cognitifs de base semblent universels mais se modulent à des contenus différents en fonction de ce qui est valorisé dans la culture.
Elle met l’accent par exemple sur :
- La distinction entre compétence et performance : dans le développement des compétences cognitives, il y a déjà des différences culturelles, mais celles-ci ne portent que sur le rythme (c’est-à-dire l’âge) d’acquisition, alors que, au niveau des performances, un processus cognitif particulier peut sembler être absent. On peut aussi dire que les enfants développent surtout et plus rapidement les aptitudes cognitives qui leur sont utiles.
- La prudence quant à l’utilisation de tests standardisés dans la sélection et dans l’orientation scolaire.
- D’autres recherches ont porté sur les représentations des parents, mais il conviendrait maintenant de s’y intéresser chez les enseignants. Ce thème est également en lien avec l’étude des attitudes et valeurs des enseignants et autres professionnels, notamment envers la diversité culturelle.

De manière générale, une gestion de la diversité culturelle à l’école demande une approche qui soit fondée sur une bonne compréhension des problèmes rencontrés.